# محافظة هاللاند
محافظة هاللاند (بالسويدية: Halland County) هي محافظات السويد تقع في السويد في السويد. يقدر عدد سكانها بـ 301,122 نسمة ومساحتها 5,454 كم2 .